# Hilda Carlén
Hilda Maria Carlén (Ystad, 13 de agosto de 1991) é uma futebolista profissional sueca que atua como goleira.

## Carreira
Hilda Carlén fez parte do elenco da Seleção Sueca de Futebol Feminino, nas Olimpíadas de 2016. 

## Títulos
- Jogos Olímpicos de 2016 – Futebol feminino